# Вінницька округа
Ві́нницька окру́га — адміністративно-територіальна одиниця Української СРР в 1923–1930 роках. Окружний центр — місто Вінниця. 
На півночі округа межувала з Бердичівською округою, на сході з Уманською, на півдні з Тульчинською, на південному заході з Могилівською та на заході з Проскурівською.

## Історія
Створена 7 березня 1923 року в складі Подільської губернії з окружним центром у Вінниці в складі Вінницького, частин Літинського, Брацлавського, Жмеринського повітів на Поділлі та Бердичівського повіту на Київщині, у складі 18 районів:
- Вахнівський (центр Вахнівка) — з частин Вахнівської і Прилуцької волостей Бердичівського повіту на Київщині і Стрижавської, Гавришівської і Ободнянської волостей Вінницького повіту.
- Вінницький (центр Вінниця) — з частин Стрижавської, Гавришівської, Юзвинської, Тиврівської і Гніванської волостей.
- Вороновицький (центр Вороновиця) — з частин Гавришівської, Ободнянської, Лучанської і Немирівської волостей.
- Жмеринський (центр Жмеринка) — з частин Браїлівської, Гніванської і Станиславчицької волостей.
- Калинівський (центр Калинівка) — з частин Калинівської, Люлинецької, Прилуцької і Стрижавської волостей.
- Краснянський (центр Красне) — з частин Краснянської, Пеньківської, Гніванської і Рахно-Лісівської волостей.
- Літинський (центр Літин) — з частин Кожухівської, Пиківської, Сосонської і Багринівської волостей.
- Мало-Кутищанський (центр Малі Кутища) — з частин Острожецької і Люлинецької волостей. Ліквідований 17 червня 1925 року.[2]
- Межирівський (Межирів) — з частин Межирівської, Багринівської і Вівсянецької волостей.
- Немирівський (центр Немирів) — з частин Немирівської, Рубанської, Лучанської і Печарської волостей.
- Ободнянський (центр Ободне) — з частин Ободнянської, Немирівської і Рубанської волостей. Ліквідований 17 червня 1925 року.[2]
- Пиківський (центр Пиків) — з частин Пиківської і Хмельницької волостей.
- Прилуцький (центр Прилуки) — з частин Мало-Чернятинської, Прилуцької, Вахнівської Бердичівського повіту на Київщині і Калинівської волостей Вінницького повіту.
- Терешпільський (центр Терешпіль) — з частин Терешпільської, Уланівської, Старо-Синявської волостей с заштатним містом Сальницею. Ліквідований 17 червня 1925 року.[2]
- Тиврівський (центр Тиврів) — з частин Тиврівської, Гніванської і Лучанської волостей.
- Уланівський (центр Уланів) — з частин Уланівської і Острожецької волостей.
- Хмільницький (центр Хмільник) — з частин Хмельницької і Кожухівської волостей.
- Юзвинський (центр Юзвин) — з частин Юзвинської, Стрижавської, Сосонської і Гніванської волостей. Розформований 3 червня 1925 року[3]

3 червня 1925 року до округи були приєднані Ситковецький (без села Шура-Метлицька) і Дашівський (без сіл Талалаївка і Хрінівка) райони розформованої Гайсинської округи.
17 червня 1925 року:
- До округи приєднані Липовецький і Іллінецький (без В. Ростовської, Медівської, Мервинської, Чагівської і Володимирської сільрад) райони Бердичівської округи.
- Уланівський район (без сіл Семаки, Сербинівка і Білий Рукав) приєднаний до Бердичівської округи.
- Село Зозівка приєднуваного до Вінницької округи Липовецького району перечислене до складу Вахнівського району.
- Село Ляцька Слобідка приєднуваного до Вінницької округи Липовецького району перечислене до складу приєднуваного до Вінницької округи Іллінецького району.
- Села Семаки і Сербинівка приєднуваного до Бердичівської округи Уланівського району перечислені до складу Пиківського району.
- Село Білий Рукав приєднуваного до Бердичівської округи Уланівського району перечислене до складу Хмільницького району.

1 липня 1930 року:
- приєднані Брацлавський, Вапнярський, Крижопільський, М'ястківський, Ободівський, Піщанський, Томашпільський, Тростянецький, Чечельницький та Шпиківський райони розформованої Тульчинської округи;
- приєднана територія розформованої Могилівської округи.

Ліквідована 15 вересня 1930 року, райони передані в пряме підпорядкування Української СРР.

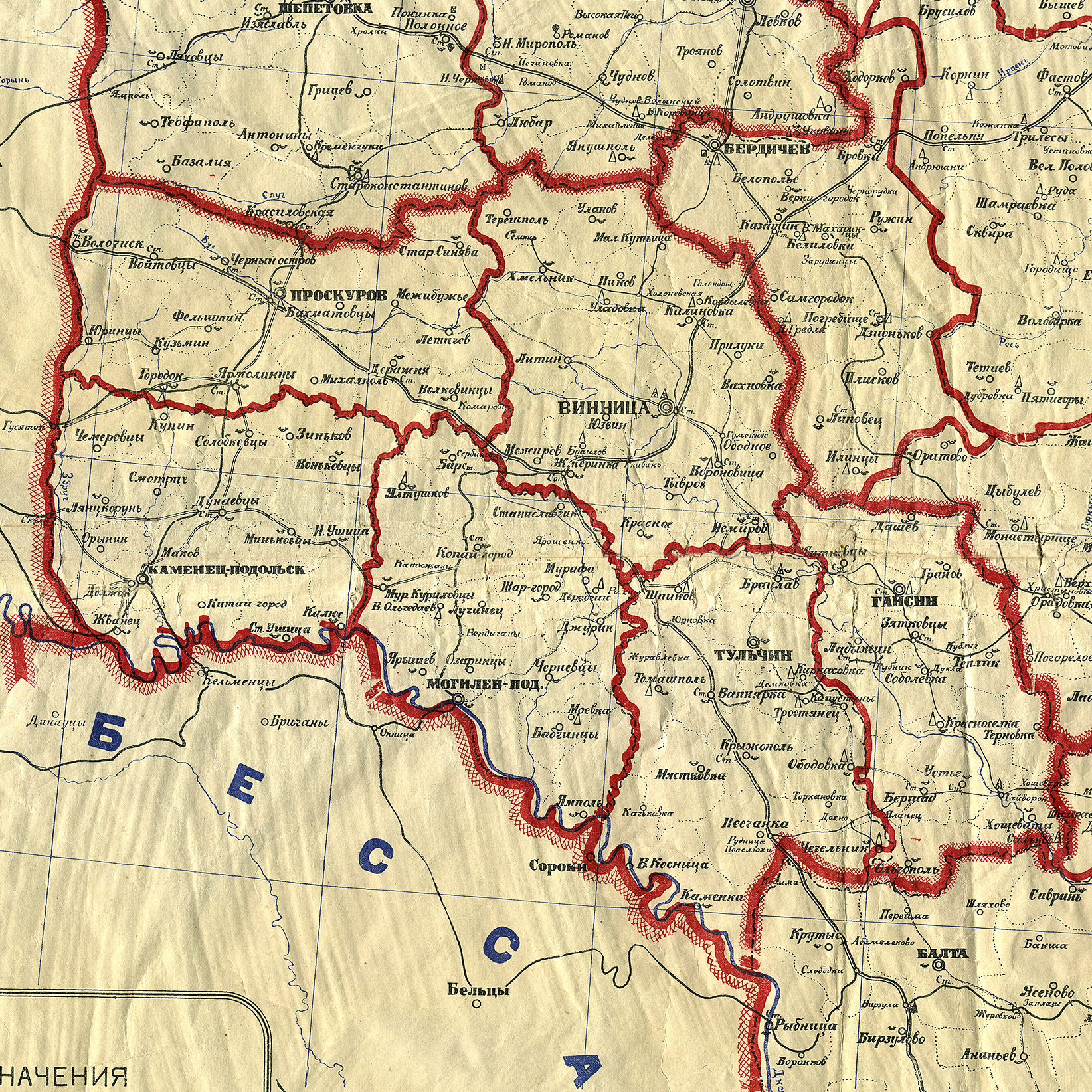
Карта Вінницької округи у складі Подільської губернії, 1923
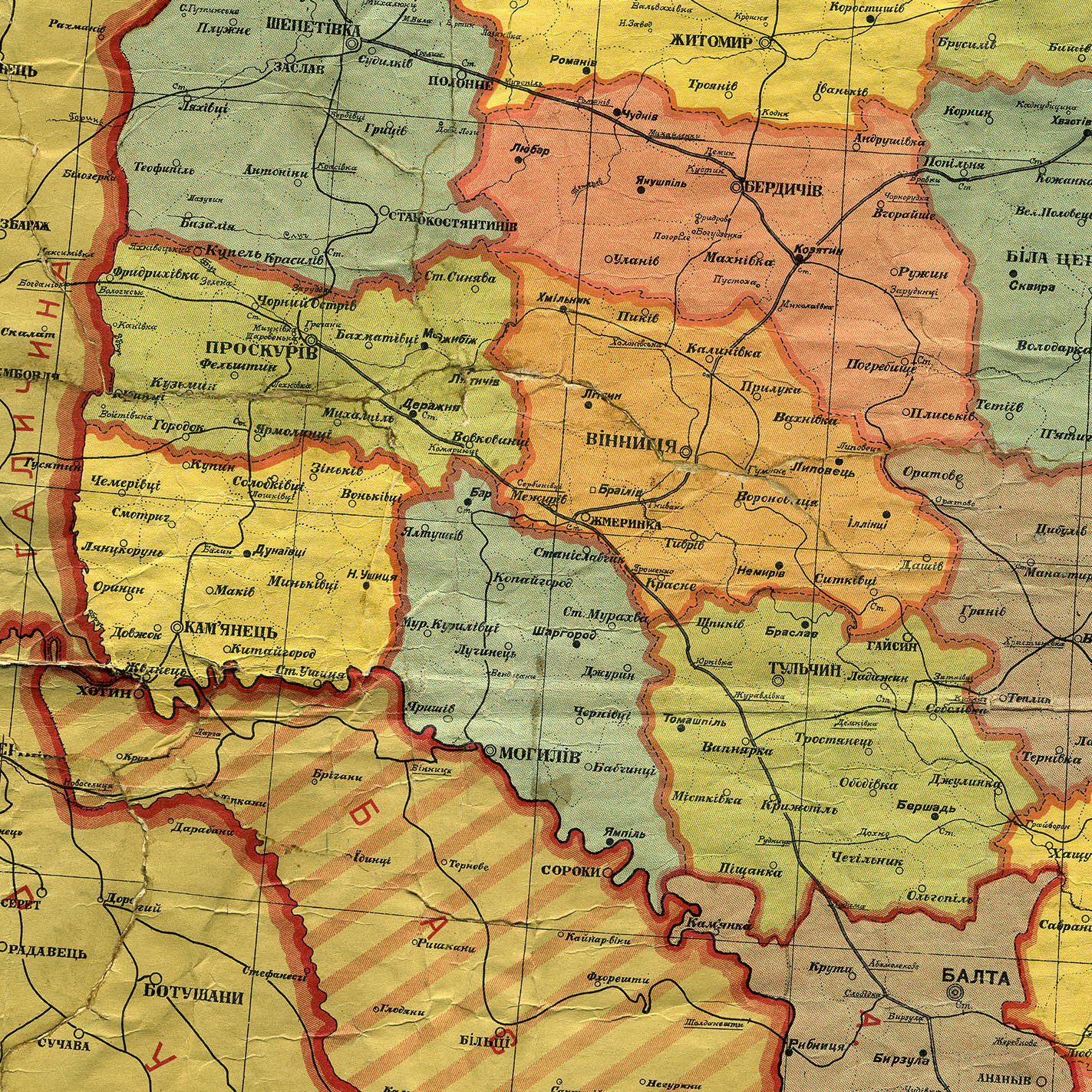
Карта Вінницької округи, адміністративні межі станом на 1 жовтня 1925
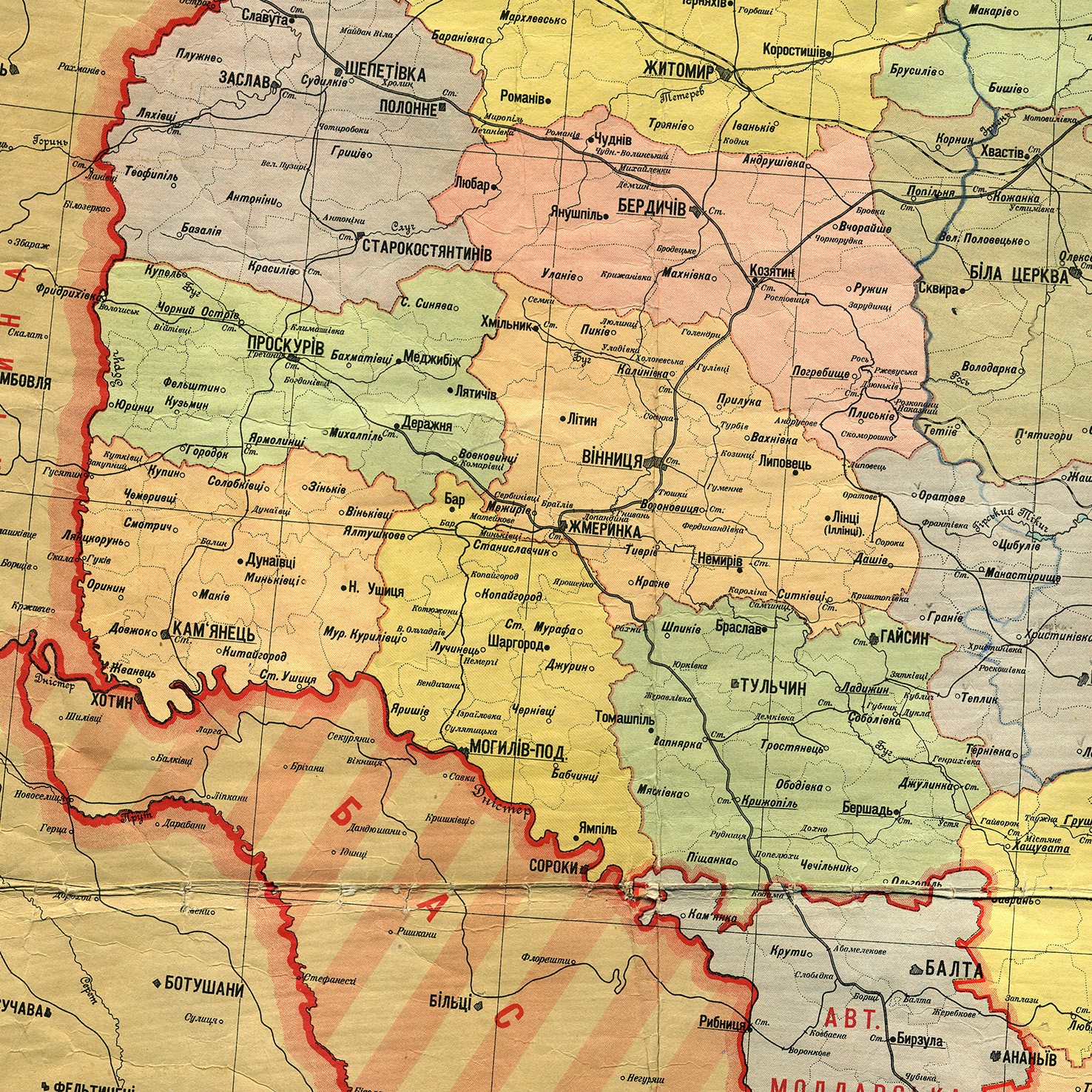
Карта Вінницької округи, адміністративні межі станом на 1 березня 1927

## Населення
Згідно зі Всесоюзним переписом населення 1926 року, в окрузі проживало 775 170 осіб (48,59% чоловіків і 51,41% жінок). З них 131 111 були міськими, а 644 059 сільськими жителями.

### Національний склад
За національним складом 84% населення становили українці, 10% євреї, 2,9% росіяни, 2,5% поляки, інші національності загалом 0,6%.
Населення та національний склад районів округи за переписом 1926 року
| Район            | Населення, осіб | Національний склад, % | Національний склад, % | Національний склад, % | Національний склад, % | Національний склад, % |
| Район            | Населення, осіб | українці              | євреї                 | росіяни               | поляки                | інші                  |
| ---------------- | --------------- | --------------------- | --------------------- | --------------------- | --------------------- | --------------------- |
| м. Вінниця       | 57 848          | 41,4                  | 37,7                  | 13,8                  | 4,3                   | 2,9                   |
| Вахнівський      | 33 323          | 87,8                  | 6,9                   | 0,5                   | 4,6                   | 0,2                   |
| Вінницький       | 58 514          | 96,8                  | 1,5                   | 0,4                   | 0,9                   | 0,4                   |
| Вороновицький    | 38 610          | 93,1                  | 3,9                   | 0,5                   | 2,2                   | 0,2                   |
| Дашівський       | 37 876          | 86,3                  | 12,2                  | 0,4                   | 0,8                   | 0,4                   |
| Жмеринський      | 54 201          | 72,0                  | 13,1                  | 9,4                   | 4,3                   | 1,3                   |
| Іллінецький      | 38 991          | 81,0                  | 16,8                  | 0,8                   | 1,1                   | 0,3                   |
| Калинівський     | 41 449          | 94,0                  | 3,9                   | 0,5                   | 1,2                   | 0,4                   |
| Краснянський     | 24 811          | 85,5                  | 8,6                   | 5,0                   | 0,8                   | 0,2                   |
| Липовецький      | 39 115          | 87,8                  | 10,7                  | 0,4                   | 0,8                   | 0,2                   |
| Літинський       | 58 664          | 91,1                  | 5,0                   | 1,5                   | 1,6                   | 0,8                   |
| Межирівський     | 33 781          | 91,0                  | 3,4                   | 3,6                   | 1,4                   | 0,6                   |
| Немирівський     | 57 326          | 91,1                  | 7,4                   | 0,6                   | 0,5                   | 0,3                   |
| Пиківський       | 41 026          | 86,5                  | 9,3                   | 0,5                   | 3,2                   | 0,5                   |
| Прилуцький       | 30 319          | 90,2                  | 5,8                   | 0,4                   | 3,2                   | 0,5                   |
| Ситковецький     | 33 057          | 97,4                  | 1,7                   | 0,2                   | 0,3                   | 0,4                   |
| Тиврівський      | 36 626          | 76,9                  | 5,7                   | 9,1                   | 8,0                   | 0,3                   |
| Хмільницький     | 59 935          | 80,7                  | 13,3                  | 0,4                   | 5,3                   | 0,2                   |
| Вінницька округа | 775 472         | 84,0                  | 10,0                  | 2,9                   | 2,5                   | 0,6                   |

### Мовний склад
Рідна мова населення Вінницької округи за переписом 1926 року
| Район            | Населення, осіб | Рідна мова, % | Рідна мова, % | Рідна мова, % | Рідна мова, % | Рідна мова, % |
| Район            | Населення, осіб | українська    | єврейська     | російська     | польська      | інша          |
| ---------------- | --------------- | ------------- | ------------- | ------------- | ------------- | ------------- |
| м. Вінниця       | 57 848          | 38,1          | 32,2          | 23,0          | 2,9           | 3,8           |
| Вахнівський      | 33 323          | 90,0          | 6,8           | 0,8           | 2,3           | 0,2           |
| Вінницький       | 58 514          | 97,1          | 1,5           | 0,5           | 0,4           | 0,5           |
| Вороновицький    | 38 610          | 94,6          | 3,8           | 0,7           | 0,6           | 0,3           |
| Дашівський       | 37 876          | 86,6          | 12,1          | 0,5           | 0,5           | 0,4           |
| Жмеринський      | 54 201          | 71,0          | 12,2          | 13,7          | 1,9           | 1,1           |
| Іллінецький      | 38 991          | 81,0          | 16,4          | 1,2           | 0,8           | 0,7           |
| Калинівський     | 41 449          | 94,3          | 3,6           | 0,9           | 0,8           | 0,3           |
| Краснянський     | 24 811          | 85,0          | 8,4           | 5,5           | 0,9           | 0,2           |
| Липовецький      | 39 115          | 88,4          | 10,4          | 0,7           | 0,3           | 0,2           |
| Літинський       | 58 664          | 92,0          | 4,9           | 1,8           | 0,5           | 0,7           |
| Межирівський     | 33 781          | 91,4          | 3,5           | 3,8           | 0,7           | 0,6           |
| Немирівський     | 57 326          | 90,8          | 7,1           | 1,2           | 0,4           | 0,4           |
| Пиківський       | 41 026          | 87,7          | 9,2           | 0,8           | 1,9           | 0,4           |
| Прилуцький       | 30 319          | 92,5          | 5,6           | 0,6           | 1,0           | 0,3           |
| Ситковецький     | 33 057          | 97,4          | 1,7           | 0,3           | 0,2           | 0,4           |
| Тиврівський      | 36 626          | 78,7          | 5,5           | 9,2           | 6,1           | 0,4           |
| Хмільницький     | 59 935          | 83,9          | 13,0          | 0,9           | 2,0           | 0,3           |
| Вінницька округа | 775 472         | 84,5          | 9,4           | 4,1           | 1,4           | 0,7           |

## Керівники округи

### Відповідальні секретарі окружного комітетуКП(б)У
- Гумінський Йосип Васильович (.02.1923—1923)
- Насиров Василь Михайлович (.12.1923—1924)
- Грубе Е. К. (1924—.05.1925)
- Новиков Андрій Йосипович (.05.1925—.10.1927)
- Чайка Микола Кононович (.10.1927—1928)
- Сапов Іван Андрійович (1928—.12.1929)
- Плачинда Іван Семенович (1929—.08.1930).

### Голови окружного виконавчого комітету
- Рижаков (.02.1923—1923),
- Лирьов Микита Іванович (1923—1924),
- Турчинський І. В. (1924—1924),
- Зінченко Юхим Федорович (1924—17.06.1925),
- Колесников (.06.1925—.08.1925),
- Слинько Іван Федотович (.08.1925—1.11.1925),
- Воробйов Іван Онисимович (1.11.1925—.10.1926),
- Маслюк Федір Гнатович (.10.1926—1928),
- Чабай Григорій Данилович (1928—.12.1929),
- Крих Варфоломій Михайлович (1930—.08.1930)